# Streptoprocne biscutata
Streptoprocne biscutata là một loài chim trong họ Apodidae.